# Морозов Володимир Іванович (1940)
Володимир Іванович Морозов (4 березня 1940, Красноводськ, Красноводська область, Туркменська РСР, СРСР — 8 лютого 2023, Київ) — український радянський веслувальник, байдарочник, триразовий олімпійський чемпіон, трикратний чемпіон світу, двократний чемпіон Європи.
Повний тезка спортсмена Володимира Івановича Морозова, який теж є олімпійським чемпіоном з веслування на байдарках, але 1976 року.

## Біографія

### Молоді роки
Народився 4 березня 1940 у місті Красноводськ, Красноводська область, Туркменська РСР, СРСР (нині місто Туркменбаші, Балканський велаят, Туркменістан). 
Тренувався у спортивному клубі армії міста Красноводська, потім Києва.

### Спортивна кар'єра
У 1963 році став срібним призером у дисципліні Б-1 4×500 м на Чемпіонаті Європи та світу з веслування на байдарках і каное у місті Яйце, Югославія. 
У 1964 році став золотим призером (разом з Миколою Чужиковим, В'ячеславом Іоновим та Анатолієм Гришиним) у дисципліні Б-4 1000 м на Літніх Олімпійських іграх у Токіо, Японія.
У 1965 році став бронзовим призером (разом з Миколою Чужиковим, В'ячеславом Іоновим та Анатолієм Гришиним) у дисципліні Б-4 10000 м на Чемпіонаті Європи з веслування на байдарках і каное у Бухаресті, Румунія.
У 1966 році став бронзовим (разом з Олександром Шапаренком, Юрієм Стеценком та Георгієм Карюхиним) у дисципліні Б-4 1000 м та золотим призером (разом з Володимиром Морозовим, В'ячеславом Іоновим та Анатолієм Гришиним) у дисципліні Б-4 10000 м на Чемпіонаті світу з веслування на байдарках і каное у Берліні, НДР.
У 1967 році став срібним у дисципліні Б-4 1000 м та бронзовим призером (разом з Валерієм Діденко, В'ячеславом Іоновим та Анатолієм Гришиним) у дисципліні Б-4 10000 м на Чемпіонаті Європи з веслування на байдарках і каное у Дуйсбурзі, ФРН. 
У 1968 році став золотим призером (разом з Олександром Шапаренком) у дисципліні Б-2 1000 м на Літніх Олімпійських іграх у Мехіко, Мексика.
У 1969 році став золотим призером (разом з Олександром Шапаренком) у дисципліні Б-2 1000 м на Чемпіонаті Європи з веслування на байдарках і каное у Москві, СРСР.
У 1970 році став золотим призером (разом з Юрієм Філатовим, Валерієм Діденком та Юрієм Стеценком) у дисципліні Б-4 1000 м на Чемпіонаті світу з веслування на байдарках і каное у Копенгагені, Данія. Також зайняв четверте місце (разом з Олександром Шапаренком) у дисципліні Б-2 1000 м. 
У 1971 році став золотим призером (разом з Юрієм Філатовим, Валерієм Діденком та Юрієм Стеценком) у дисципліні Б-4 1000 м на Чемпіонаті світу з веслування на байдарках і каное у Белграді, Югославія.
У 1972 році став золотим призером (разом з Юрієм Філатовим, Валерієм Діденком та Юрієм Стеценком) у дисципліні Б-4 1000 м на Літніх Олімпійських іграх у Мюнхені, ФРН.
У 1973 році став золотим призером (разом з Юрієм Філатовим, Валерієм Діденком та Миколою Хохлом) у дисципліні Б-4 1000 м на Чемпіонаті світу з веслування на байдарках і каное у Тампере, Фінляндія.
У період 1962–1972 рр. ставав неоднократним чемпіоном СРСР на різних дистанціях в складі різних екіпажів.

### Подальше життя
У 1972 закінчив Київський державний інститут фізичної культури.
У 2012 році, «За вагомий особистий внесок у розвиток і популяризацію фізичної культури і спорту, багаторічну сумлінну працю та з нагоди 60-річчя участі українських спортсменів в Олімпійських іграх», його було нагороджено орденом «За заслуги» II ступеня.

## Нагороди
- Звання «Заслужений майстер спорту СРСР» (1966)
- Орден «Знак Пошани»
- Орден Трудового Червоного Прапора
- Орден «За заслуги» II ступеня (2012)[1]